# Prefectura autónoma mongol de Bayingolin
Bayingolin (en mongol: Баянгол, romanizado: Bayangol; en uigur: بايىنغولىن, romanizado: Bayingholin; en chino, 巴音郭楞; pinyin, Bāyīnguōlèng) es una prefectura autónoma del noroeste de la República Popular China perteneciente a la región autónoma de Sinkiang. Su área es la más grande de la región autónoma con 482 700 km² y su población total es de 1 189 400 habitantes (de los que el 57% son de la etnia han). Su capital es Korla.

## Administración
La prefectura Bayingolin está conformada de 9 localidades que se administran en 1 ciudad suburbana y 8 condados rurales. 
- ciudad Korla (库尔勒市); Sede de gobierno
- condado Luntai (轮台县);
- condado Ruoqiang (若羌县);
- condado Yuli (尉犁县);
- condado Qiemo (且末县);
- condado Hejing 8和静县);
- condado Hoxud (和硕县);
- condado Bohu (博湖县);
- condado autónomo Yanqi (焉耆回族自治县);

La prefectura de Bayingolin es la división administrativa más grande a nivel de prefectura y la que posee el mayor desierto de China, el río más largo, el mayor lago de agua dulce y una reserva natural de cisnes.

## Toponimia
El nombre de la ciudad viene del mongol y significa 'río abundante/fértil.  Como las otras regiones autónomas, se caracteriza por estar asociada a un grupo étnico minoritario, en este caso, los mongoles.